# ロバータ・スミス
ロバータ・スミス（1948年生まれ）は、ニューヨークタイムズの共同主任美術評論家であり、現代美術の講師である。  彼女はその地位に就いた最初の女性である。 
1948年にニューヨーク市で生まれ、カンザス州ローレンスで育った。 スミスはアイオワ州のグリネル大学で学んだ。 彼女の芸術に関するキャリアは1968年にスタートし、ワシントンDCのコーコラン美術館で学部生の夏のインターンを行った。
1968年から1969年にかけて、彼女はホイットニー独立研究プログラム（ISP）の美術史/博物館学トラックに参加し、ドナルド・ジャッドと出会い、親交を深め、ミニマル・アートに興味を持つようになった。  卒業後、1971年にニューヨーク近代美術館で秘書職に就き、1970年代初頭にジャッドのアルバイトを、そして1972年から彼女がギャラリーを開いて最初の3年間はポーラクーパーのアシスタントもしている。
ポーラ・クーパー・ギャラリーで働いている間、スミスは展覧会のレビューをArtforum のために書いた。その後Art in America、Village Voiceや他の出版物にも寄稿した。彼女は彼女のキャリアを通して何度もジャッドについて書いたり話したりしており、1995年に彼が亡くなると、ニューヨークタイムズの追悼記事を執筆した。   
スミスは1986年にニューヨークタイムズに寄稿し始め、2011年に新聞の共同主任美術評論家になった。  彼女は現代アーティストのカタログやモノグラフのために多くのエッセイを書き、カナダ国立美術館が発行した1975年のジャッドカタログ・レゾネで特集エッセイを書いた。彼女は現代美術だけでなく、装飾美術、人気のあるアウトサイダーアート、デザイン、建築などの視覚芸術全般について書いている。
スミスは、美術館が無料で一般に公開されることを長年支持していた 。 2012年、彼女はサンフランシスコ・アート・インスティテュートから名誉美術博士号を取得した 。 2017年、シカゴ美術館附属美術大学はスミスに2度目の名誉博士号を授与した。 
スミスは1992年にニューヨーク・マガジンの上級美術評論家であるジェリー・サルツと結婚した。 2人はグリニッチビレッジのアパートに住んでいる。  
- 2003年フランク・ジュエット・マザー芸術批評賞、大学美術協会。 [16]
- 2009 AICA / USA 優秀レクチャー。 [17]
- 2014マリーナ・ケレン・フランスの優秀なビジター、ベルリンのアメリカンアカデミー。 [18]